# 機甲盤古
『機甲盤古』（きこうばんこ）は、林迺晴（りん だいせい、1979年 - ）による台湾の少年漫画作品。台湾の全力出版発行の雑誌『月刊挑戦者』において2005年7月号から連載されていた。単行本は全20巻。
『月刊挑戦者』が2008年6月号で休刊となったあとは、オンラインのコミックサイト「ComiComi」で連載が継続されている、2014年3月5日完結。

## 概要
中国を舞台にしたファンタジー漫画。『漢字魔法』を使えるロボット亀と農夫少年の旅物語。竜神、石獅子や白虎など中国の神々がたくさん登場し、動物キャラの割合が高い。

## 登場人物

### メインキャラクター
盤古（ばんご）
不思議な力を持っている亀形ロボット。全ての“漢字”を操る能力があって、背中にあるパネルに字を書けば現実にそのまま現れる力を持っている。ただし一度使った漢字は使用することができない。ロボットにもかかわらず、感情豊かで困っている人を見捨てられないお人よし。正体は“機甲兵”という古代の兵器だった。
魯泉（ろぜん）
田舎にいた農夫少年。優しいが気が弱く、登場時点では字をほとんど書けない。盤古に救われて、一緒に字を習いながら盤古と敦煌に行くことになる。
鍾守芬（しょうしゅうふん）
ヒロイン。機械整備士、親を盤古に救われて旅の仲間になった。全てのメンバーで彼女だけが盤古の傷を直せる。他の仲間と比べて常識人なのでツッコミ役。

### 仙試科挙の受験生
楽石
石獅子の子供。人の言葉は使えないが理解できる。野菜好きだが肉嫌い。母さんが肉をムリヤリ食べさせるのが嫌で家出している。
黄雷（こうらい）
見習い守護神白虎。“辵部”の文字を操る。以前は兵器だった盤古を敵視して滅ぼそうしていたが、やがて盤古を理解して仲間になった。作中で“辵部”の文字には火力がないとされているため、攻撃の際は"運"(運ぶ)の字の力で、相当な重さがある仙具・封魔骰をぶつける。

### 仙界神官
魏恩
河竜神。扱える漢字が多い、“水部”部首の文字を操る。五行棋というゲームで盤古と勝負した。一見悪役だが根はとても人想いの神官。
戴逢
中国の雷神。“雨部”の文字を操る。罰を与える神様だが判断ミスが割りと多く、無罪な人をたまに誤判した事がある。
霍安
ライオンの姿をした疫病神。“疒部”の文字を操る。巨大な物が好き、強大な力の盤古に惹かれ、兵器の力を完全に引き出す盤古をコントロールしたいと思っている。元は妖怪の妖怪神靈。

### 人間界のキャラクター
愛新覚羅・允玄（あいしんかくら・いんげん）
大清帝国の皇帝。人間ではあるが、文字幻術を使用することができる。
ヨーセブ・メイグル
ドイツから来た観光客。なのに銃を持っている。けっこう金持ち。中国の文化が大好きだが、どこか理解にズレがある。その正体はドイツから派遣されたスパイ。
徐梅
ある町の食堂の娘。料理は上手いがドジ気味。盤古に救われて一時期旅の連れとして仲間になった。

## 用語

### 文字幻術
盤古や神(見習いも含む)が使う魔法のようなもの。漢字を書くことによって、その漢字の意味にあった効果が発動される(例：『火』と書けば火が出現し、『傘』と書けば傘がでてくる。)。盤古を除いたほとんどの神はそれぞれ使える部首が決まっており、その部首を持っている漢字のみ扱うことができる。また発動には仙力と呼ばれるエネルギーが必要。あくまで幻術であるため、製造したものは時間が経過すると消えてしまう。

### 仙具
一つの漢字の力が込められた道具。主に神が自身が使える漢字では足りない部分を補うために用いる。(例：妖怪を"封"じる力を持つ封魔骰)

### 妖怪神靈
元妖怪の神。普段は"秩序"の効果を持つ仙具によって自身を封印している。

### 仙試科挙
文字幻術を用いた試験。神になるためにはこの試験に合格する必要がある。受験者には書生(アシスタント)の同伴が1名(文字幻術が使えなくても可)認められている。作中では最初の段階で3200名、最終試験の時点で20名と、かなりの倍率。ちなみにこの試験中、盤古は公平を期すために文字幻術の使用が3回までと制限されている。